# Haberleja
Haberleja (lat. Haberlea), biljni rod zeljastih zimzelenih trajnica iz porodice gesnerijevki raširen jedino u području Rodopa u Bugarskoj i Grčkoj, odakle i naziv za vrstu, Haberlea rhodopensis.

## Etimologija
Rod je imenovan u čast austrougarskom botaničaru Karlu Konstantinu Christianu Haberleu (1764-1832), koji je otkrio biljku u planinama Rodopi (Bugarska).

## Opis
H. rhodopensis  je zimzelena trajnica bez stabljike, u obliku rozete koja se nalazi u stjenovitim staništima okrenutim prema sjeveru. Bazalne rozete tamnozelenog lišća nose cvjetove u obliku trube u nijansama bijele, ljubičaste ili purpurneu proljeće i ljeto. Plod je suha čahura, dehiscentna duž septuma. Ima sposobnost preživljavanja veoma dugih suša.
Broj kromosoma: 2n = 38, 44, 48 (svi brojevi se odnose na H. rhodopensis).

## Sinonimi
- Haberlea ferdinandi-coburgii Urum.; Period. Spis. Bulg. Knizh. Druzh. 63: 573 (1902)
- Haberlea rhodopensis var. ferdinandi-coburgii (Urum.) Markova; Fl. Nar. Republ. Bulgariya 10: 290 (1995)